# UFC Fight Night: Blaydes vs. Aspinall
UFC Fight Night: Blaydes vs. Aspinall (também conhecido como UFC Fight Night 208 e UFC on ESPN+ 66) foi um evento de MMA produzido pelo Ultimate Fighting Championship em 23 de julho de 2022 na O2 Arena em Londres.

## Background
Uma luta no peso pesado entre Curtis Blaydes e Tom Aspinall é esperada para servir como luta principal da noite.

## Bonus awards
Os lutadores seguintes receberam um bônus de 50 mil doláres.
- Luta da Noite: Não foi concedido.
- Performance da Noite:  Paddy Pimblett,  Nikita Krylov, Molly McCann e  Jonathan Pearce